# Parrocchia di Caldwell
La parrocchia di Caldwell (in inglese Caldwell Parish) è una parrocchia dello Stato della Louisiana, negli Stati Uniti. La popolazione al censimento del 2000 era di 10 560 abitanti. Il capoluogo è Columbia; tra gli altri centri vi è Banks Springs.

## Geografia
La parrocchia si trova nel nord-est dello Stato. Il fiume Ouchita scorre da nord a sud dividendo la parrocchia nella pianura alluvionale orientale e il territorio più collinare a ovest. Il fiume Boeuf segna parte del confine orientale.

### Parrocchie confinanti
- Parrocchia di Ouachita - nord
- Parrocchia di Richland - nord-est
- Parrocchia di Franklin - est
- Parrocchia di Catahoula - sud-est
- Parrocchia di LaSalle - sud
- Parrocchia di Winn - ovest
- Parrocchia di Jackson - nord-ovest

## Storia
La parrocchia fu creata nel 1838 da parte delle parrocchie di Ouachita e Catahoula. Fu chiamata così in onore di Matthew Caldwell, pionere della Carolina del Nord.

## Comuni[7]
- Banks Springs - census-designated places
- Clarks - village
- Columbia (capoluogo) - town
- Grayson - village